# گربه کلاه‌به‌سر (فیلم)
گربه کلاه‌به‌سر (انگلیسی: The Cat in the Hat) یا دکتر زوس گربه کلاه‌به‌سر فیلمی در ژانر فانتزی به کارگردانی بو ولچ است که در سال ۲۰۰۳ منتشر شد.
گربه کلاه به سر در ۲۱ نوامبر سال ۲۰۰۳ در ایالات متحده توسط یونیورسال پیکچرز و در سطح بین المللی توسط دریم ورکز در سینماها اکران شد.
این فیلم تا حد زیادی نقدهای منفی از منتقدان دریافت کرد،اما بعدها ملایمت و نگرش های مثبت انتقادی ایجاد کرد.
پس از اکران فیلم، آدری گیزل،  همسر بیوه دکتر سوس، هر گونه اقتباس لایو اکشن بیشتر از آثار همسرش را در طول زندگی خود ممنوع کرد، که منجر به لغو دنباله ای بر اساس گربه کلاه به سر می شود. تمام اقتباس‌ها از آن زمان به بعد به صورت انیمیشن رایانه بوده اند.
در ایران، این فیلم با همین عنوان، از شبکهٔ پویا و نهال پخش شده است.

## بازیگران
- مایک مایرز
- الک بالدوین
- کلی پرستون
- داکوتا فانینگ
- اسپنسر برسلین
- ایمی هیل
- شان هایس
- کلینت هاوارد
- درن نوریس
- پاریس هیلتون
- استیون آنتونی لارنس
- دانیل چاکرن
- پیج هرد